# انانیئی
آنانیئی (به ایتالیایی: Anagni) یک سکونتگاه مسکونی در ایتالیا است که در استان فروزینونه واقع شده‌است.

## خصوصیات
آنانیئی ۱۱۳ کیلومترمربع مساحت و ۲۱٬۴۷۵ نفر جمعیت دارد و ۴۷۵ متر بالاتر از سطح دریا واقع شده‌است. این شهر زادگاه ۳ پاپ کاتولیک بوده و از این رو به «شهر پاپ‌ها» معروف است.

## تاریخ
در دوران باستان، این شهر مهم‌ترین شهر هرنیکیان بود که در سال ۳۰۶ ق.م. منضم به جمهوری روم شد.